# Ser ziemniaczany
Ser ziemniaczany – rodzaj saksońskiego sera, produkowany z twarogu oraz pulpy ziemniaczanej w stosunku 1:2, dojrzewający w atmosferze tlenowej około 14 dni.